# European Film Gateway
European Film Gateway är ett EU-finansierat filmhistoriskt projekt med en europeisk webbplats, som förenar och tillgängliggör via Internet omfattande och unika filmhistoriska materialsamlingar (filmer, dokumentation etc) från ett antal olika filmarkiv och biblioteks-samlingar i olika europeiska länder. Projektet inleddes 2008 och har 2011 gjorts tillgängligt i sin nuvarande form.